# Танегашима
Танегашима (јап. 種子島, дословно Острво Танега) је јапанско острво јужно од острва Кјушу. Административно припада префектури Кагошима.

## Географија
Острво припада архипелагу Осуми, у коме је друго по величини, одмах после острва Јакушима (Острво Јаку).
| ТанегашимаКагошима Положај острва Танегашима на мапи Јапана. |  | ХирадоАрхипелаг ГотоНагасакиЦушимаТанегашимаКагошима Острво Танегашима на мапи Кјушуа. |

## Историја
На острву Танегашима је 1543. пристала прва португалска трговинска мисија, што је био први контакт Јапана са Европом. Следеће године локални ковачи су на основу две аркебузе добијене од Португалаца направили прве јапанске аркебузе, које су од тада у Јапану остале познате под називом танегашима, по месту порекла.